# Meridianiïta
La meridianiïta és un mineral de la classe dels sulfats. Rep el nom de Meridiani Planum (del planeta Mart), on s'ha suggerit que es troba en els dipòsits de sulfats de Mart. Va ser descrita el 1837 per C.J. Fritzsche. La meridianiïta va rebre el nom oficial i va ser aprovada com un nou mineral per la Commission on New Mineral Names and Mineral Nomenclature de l'Associació Mineralògica Internacional el novembre de 2007.

## Característiques
La meridianiïta, de fórmula MgSO₄·11H₂O, és la fase cristal·lina del sulfat de magnesi que precipita a partir d'unes solucions saturades en ions de Mg2+ i de SO₄2- a temperatures més baixes de 2 ˚C. L'estructura cristal·lina va ser resolta per Peterson i Wang el 2006, revelant que era del sistema triclínic.
Segons la classificació de Nickel-Strunz, la meridianiïta pertany a «07.CB: Sulfats (selenats, etc.) sense anions addicionals, amb H₂O, amb cations de mida mitjana» juntament amb els següents minerals: dwornikita, gunningita, kieserita, poitevinita, szmikita, szomolnokita, cobaltkieserita, sanderita, bonattita, aplowita, boyleita, ilesita, rozenita, starkeyita, drobecita, cranswickita, calcantita, jôkokuita, pentahidrita, sideròtil, bianchita, chvaleticeita, ferrohexahidrita, hexahidrita, moorhouseita, nickelhexahidrita, retgersita, bieberita, boothita, mal·lardita, melanterita, zincmelanterita, alpersita, epsomita, goslarita, morenosita, alunògen, meta-alunògen, aluminocoquimbita, coquimbita, paracoquimbita, rhomboclasa, kornelita, quenstedtita, lausenita, lishizhenita, römerita, ransomita, apjohnita, bilinita, dietrichita, halotriquita, pickeringita, redingtonita i wupatkiita.

## Formació i jaciments
És un mineral que es presenta de manera natural en una gran varietat d'ambients. Està associat a minerals d'evaporita com l'epsomita, la mirabilita, alguns halurs i altres sulfats de sodi-magnesi.